# Gemini (decurió)
Gemini (llatí: Geminius) era un decurió romà nascut a Terracina, enemic personal de Gai Mari el vell. Gemine va enviar un destacament de cavalleria per capturar a Mari a la zona dels aiguamolls de Minturnes l'any 88 aC, segons Plutarc.